# Dust in the Wind (álbum de 2003)
Dust in the Wind es un álbum recopilatorio de la banda estadounidense de rock progresivo Kansas y fue publicado por Delta Music en 2003.
Este compilado contiene varios temas de los álbumes de estudio Freaks of Nature de 1995 y Always Never the Same de 1998.

## Reedición de 2004
La discográfica Double Preasure relanzó Dust in the Wind con una portada diferente en 2004, el cual se dividió en dos discos compactos.  En esta reedición se incluyeron 11 de los 13 temas deAlways Never the Same en el disco uno, mientras que en el segundo CD se enlistaron todas las melodías del álbum Freaks of Nature.

## Lista de canciones

### Versión de 2003
| Side one |                      |                               |          |  |
| N.º      | Título               | Escritor(es)                  | Duración |  |
| 1.       | «Cold Gray Morning»  | Kerry Livgren                 | 4:13     |  |
| 2.       | «Black Fathom Four»  | Steve Walsh / David Ragsdale  | 5:55     |  |
| 3.       | «Hold On»            | Kerry Livgren                 | 4:16     |  |
| 4.       | «Desperate Times»    | Steve Walsh                   | 5:25     |  |
| 5.       | «Need»               | Steve Walsh                   | 4:01     |  |
| 6.       | «Need to Know»       | Steve Walsh                   | 3:59     |  |
| 7.       | «I Can Fly»          | Walsh / Ragsdale              | 5:23     |  |
| 8.       | «In Your Eyes»       | Steve Walsh                   | 4:26     |  |
| 9.       | «Freaks of Nature»   | Walsh / Ragsdale / Phil Ehart | 4:07     |  |
| 10.      | «Under the Knife»    | Walsh / Ragsdale              | 5:00     |  |
| 11.      | «The Sky is Falling» | Steve Walsh                   | 7:49     |  |
| 12.      | «Peaceful and Warm»  | Steve Walsh                   | 6:43     |  |
| 13.      | «Dust in the Wind»   | Kerry Livgren                 | 3:58     |  |
| 14.      | «Hope Once Again»    | Steve Walsh                   | 4:31     |  |

### Reedición de 2004

#### Disco uno
| Side one |                           |                              |          |  |
| N.º      | Título                    | Escritor(es)                 | Duración |  |
| 1.       | «Song for America»        | Kerry Livgren                | 9:15     |  |
| 2.       | «Dust in the Wind»        | Kerry Livgren                | 4:01     |  |
| 3.       | «Eleanor Rigby»           | John Lennon / Paul McCartney | 3:22     |  |
| 4.       | «In Your Eyes»            | Steve Walsh                  | 4:30     |  |
| 5.       | «Miracles Out of Nowhere» | Kerry Livgren                | 6:27     |  |
| 6.       | «Hold On»                 | Kerry Livgren                | 4:16     |  |
| 7.       | «The Sky is Falling»      | Steve Walsh                  | 7:50     |  |
| 8.       | «Cheyenne Anthem»         | Kerry Livgren                | 7:29     |  |
| 9.       | «The Wall»                | Walsh / Livgren              | 5:29     |  |
| 10.      | «Need to Know»            | Steve Walsh                  | 3:59     |  |
| 11.      | «Nobody's Home»           | Steve Walsh                  | 6:04     |  |

#### Disco dos
| Side one |                     |                          |          |  |
| N.º      | Título              | Escritor(es)             | Duración |  |
| 1.       | «I Can Fly»         | Walsh / Ragsdale         | 5:23     |  |
| 2.       | «Desperate Times»   | Steve Walsh              | 5:25     |  |
| 3.       | «Hope Once Again»   | Steve Walsh              | 4:31     |  |
| 4.       | «Black Fathom Four» | Walsh / Ragsdale         | 5:55     |  |
| 5.       | «Under the Knife»   | Walsh / Ragsdale         | 5:00     |  |
| 6.       | «Need»              | Steve Walsh              | 4:01     |  |
| 7.       | «Freaks of Nature»  | Walsh / Ragsdale / Ehart | 4:07     |  |
| 8.       | «Cold Grey Morning» | Kerry Livgren            | 4:13     |  |
| 9.       | «Peaceful and Warm» | Steve Walsh              | 6:43     |  |

## Créditos

### Kansas
- Steve Walsh — voz y teclados
- Rich Williams — guitarra
- David Ragsdale — guitarra, violín y coros
- Billy Greer — bajo, guitarra acústica y coros
- Phil Ehart — batería y percusiones
- Greg Robert — teclados

### Músicos adicionales
- Larry Baird — director de orquesta
- La Orquesta Sinfónica de Londres
- James Majors — batería
- Jim Roberts — percusiones
- Larry Stock — batería
- Renee Castle — coros (en la canción «Hope Once Again»)